# Mu'jam al-Buldan
Mu'jam al-buldan (in arabo معجم البلدان‎? Dizionario delle nazioni) è un libro di Yaqut al-Hamawi, uno studioso musulmano famoso per i suoi trattati enciclopedici.
Al-Hamawi iniziò la stesura del trattato nel 1224 terminandola nel 1228, un anno prima della sua morte.
Il libro è una sorta di "geografia letteraria", perché tratta la storia, l'etnografia e i miti relativi ai luoghi descritti. 